# Подольский (Челябинская область)
Подольский — поселок в Верхнеуральском районе Челябинской области России. Входит в состав Краснинского сельского поселения.
Поселок основан в 1928—1929 годы на месте хутора Смышляевского.

## География
Расположен в юго-восточной части района, в истоках реки Бурлыбай. Расстояние до районного центра города Верхнеуральска 40 км.

## Население
| 2002 | 2010 |
| ---- | ---- |
| 316  | ↘274 |

(в 1959—166, в 1970—256, в 1983—256, в 1995—216)

## Инфраструктура
- ООО «Подольское»
- фельдшерско-акушерский пункт.